# Weekend (zespół muzyczny)
Weekend – polski zespół muzyczny (boysband) wykonujący muzykę z pogranicza gatunków disco polo, dance i elektronicznej muzyki tanecznej (klubowej).

## Historia
Grupa została założona wiosną 2000 roku w Sejnach przez Radosława Liszewskiego i Tomasza Jakubowskiego. W pierwszym składzie zespołu do sekcji tanecznej należeli Tomasz Niecikowski i Grzegorz Skowronek. Zespół debiutował wiosną 2001 roku na antenie telewizji Polsat w programie Disco Polo Live. Jesienią 2002 roku ukazał się pierwszy album zespołu, a w 2003 roku zespół wystąpił po raz pierwszy na Ogólnopolskim Festiwalu Muzyki Tanecznej w Ostródzie. Zespół otrzymał nagrodę za najlepszy występ na festiwalu disco polo i dance w Ostródzie oraz kilka innych nagród i wyróżnień. Na początku 2004 roku z zespołu odszedł Tomasz Niecikowski. Wiosną 2004 roku grupa wydała drugi album, a miejsce Tomasza Niecikowskiego zajął Jacek Wasilewski. Wiosną 2004 została wydana druga płyta pt. "Bawidamek". Zamieszczono na niej przede wszystkim premierowe piosenki, ale też nowe wersje piosenek "Usta" i "Karolina", pochodzących z poprzedniego albumu. Z drugiego albumu zespołu pochodzą takie utwory jak m.in. "Tylko ta", "Najarana Anka", "Na fali" i "Sobota". Zespół wziął udział w 2006 roku w odcinku programu Uwaga! z cyklu Kulisy Sławy emitowanego na antenie telewizji TVN w dniu 6 sierpnia 2006 roku. W marcu 2007 roku na składance pt. "7 Gwiazd Green Stara - Disco Polo Top Hits" zespół zamieścił swoje wersje dwóch znanych utworów  - "Ślubne prezenty" i "Miłosne S.O.S".
Najbardziej znany utwór zespołu to wypromowany w 2012 roku Ona tańczy dla mnie. Weekend kojarzony jest również z takimi kompozycjami jak Za miłość mą, Jesteś zajebista, Na fali, Najarana Anka, Za każdą chwilę z Tobą, Moje miasto nigdy nie śpi, Bawidamek, Tylko ta oraz Usta. W 2013 roku na liście przebojów YouTube teledysk do piosenki „Ona tańczy dla mnie” zajął 17. miejsce. Podczas plebiscytu "Disco Polo Hit Wszech Czasów" zorganizowanego przez telewizję Polo TV zespół Weekend z piosenką "Ona tańczy dla mnie" zajął 2. miejsce. W kwietniu 2016 roku dzięki 96 mln odsłon w serwisie internetowym YouTube utwór "Ona tańczy dla mnie" znalazł się w zestawieniu światowych hitów Top 100.
"Ona tańczy dla mnie" jest też pierwszą polską piosenką, która znalazła się w serii gier Just Dance, a dokładniej w wersji Unlimited (dostępnej w JD 2017) i JD Now (na smartfony).
2 lipca 2015 roku zespół opuścił Paweł Nitupski, a jego miejsce zajął Bernard Mikulski, tancerz znany m.in. z zespołu Toples.

## Dyskografia
| 2002                           | Playboy - Data: jesień 2002 - Wydawca: Green Star                              | — |               |
| 2004                           | Bawidamek - Data: wiosna 2004 - Wydawca: Green Star                            | — |               |
| 2009                           | Deja Vu - Data: 27 maja 2009 - Wydawca: Green Star                             | — |               |
| 2010                           | Tak jak czuję - Data: 3 września 2010 - Wydawca: Green Star                    | — |               |
| 2012                           | Ona tańczy dla mnie - Data: 10 listopada 2012 - Wydawca: R-Weekend/Fonografika | 4 | - złota płyta |
| 2013                           | Święta z Radkiem - Data: 31 października 2013 - Wydawca: Fonografika           | — |               |
| 2014                           | Będziesz na zawsze - Data: 6 listopada 2014 - Wydawca: Edipresse               | — |               |
| 2018                           | Kocham jej oczy - Data: 29 czerwca 2018 - Wydawca: Green Star                  | — |               |
| "—" pozycja nie była notowana. |                                                                                |   |               |

| 2004                           | "Bawidamek"                                        | —  | — | Bawidamek           |
| 2012                           | "Ona tańczy dla mnie"                              | 3  | 9 | Ona tańczy dla mnie |
| 2012                           | "Męska rzeczywistość"                              | —  | — | Ona tańczy dla mnie |
| 2013                           | "Moje miasto nigdy nie śpi (Studio Fox Orginal)"   | —  | — | —                   |
| 2013                           | "Moje miasto nigdy nie śpi (Remix Radio)"          | —  | — | —                   |
| 2013                           | "Moje miasto nigdy nie śpi (Remix Extended)"       | —  | — | —                   |
| 2013                           | "Moje miasto nigdy nie śpi (Serenity Remix Radio)" | —  | — | —                   |
| 2015                           | "Każdą noc i każdego dnia"                         | 26 | — | —                   |
| 2015                           | ″Ja chodzę z nią″                                  |    |   |                     |
| 2015                           | ″Wypijemy, popłyniemy″                             |    |   |                     |
| 2016                           | "Dałem ci kwiaty''                                 |    |   |                     |
| 2017                           | ″Kocham jej oczy″                                  |    |   |                     |
| 2018                           | ″Mój aniele″                                       |    |   |                     |
| "—" pozycja nie była notowana. |                                                    |    |   |                     |

| Rok  | Tytuł             | Pozycja na liście | Album               |
| Rok  | Tytuł             | POL Dance         | Album               |
| ---- | ----------------- | ----------------- | ------------------- |
| 2013 | "Za każdą chwilę" | 21                | Ona tańczy dla mnie |